# شاپرک چابک
شاپرک چابک (نام علمی: Coleophora agilis) نام یک گونه از سرده غلاف‌دارها است.